# Ворониловицька сільська рада
Ворониловицька сільська́ ра́да (біл. Варанілавіцкі сельсавет) — колишня адміністративно-територіальна одиниця у складі Пружанського району Берестейської області Білорусі. Адміністративним центром було село Ворониловичі.

## Історія
Сільська рада ліквідована 1 грудня 2009 року, територія та населені пункти увійшли до складу Ружанської селищної ради.

## Склад
Населені пункти, що підпорядковувалися сільській раді станом на 2009 рік:
| Населений пункт | Тип  | Населення, осіб (2009) |
| --------------- | ---- | ---------------------- |
| Бутьки          | село | 15                     |
| Верчиці         | село | 36                     |
| Виторож         | село | 22                     |
| Ворониловичі    | село | 276                    |
| Єськовці        | село | 81                     |
| Капли           | село | 18                     |
| Клепачі         | село | 75                     |
| Колозуби        | село | 183                    |
| Лососин         | село | 189                    |
| Островок        | село | 38                     |
| Пересадичі      | село | 3                      |
| Товцвили        | село | 25                     |
| Щитно           | село | 26                     |

## Населення
За переписом населення Білорусі 2009 року чисельність населення сільської ради становила 987 осіб.

### Національність
Розподіл населення за рідною національністю за даними перепису 2009 року:
| Національність            | Осіб | Відсоток |
| ------------------------- | ---- | -------- |
| білоруси                  | 954  | 96,66 %  |
| росіяни                   | 15   | 1,52 %   |
| українці                  | 14   | 1,42 %   |
| поляки                    | 3    | 0,30 %   |
| національність не вказана | 1    | 0,10 %   |
| Разом                     | 987  | 100 %    |